# Hypsibarbus macrosquamatus
Hypsibarbus macrosquamatus és una espècie de peix cipriniforme de la família dels ciprínids que es troba al Vietnam.